# Bulgarii dobrogeni
 

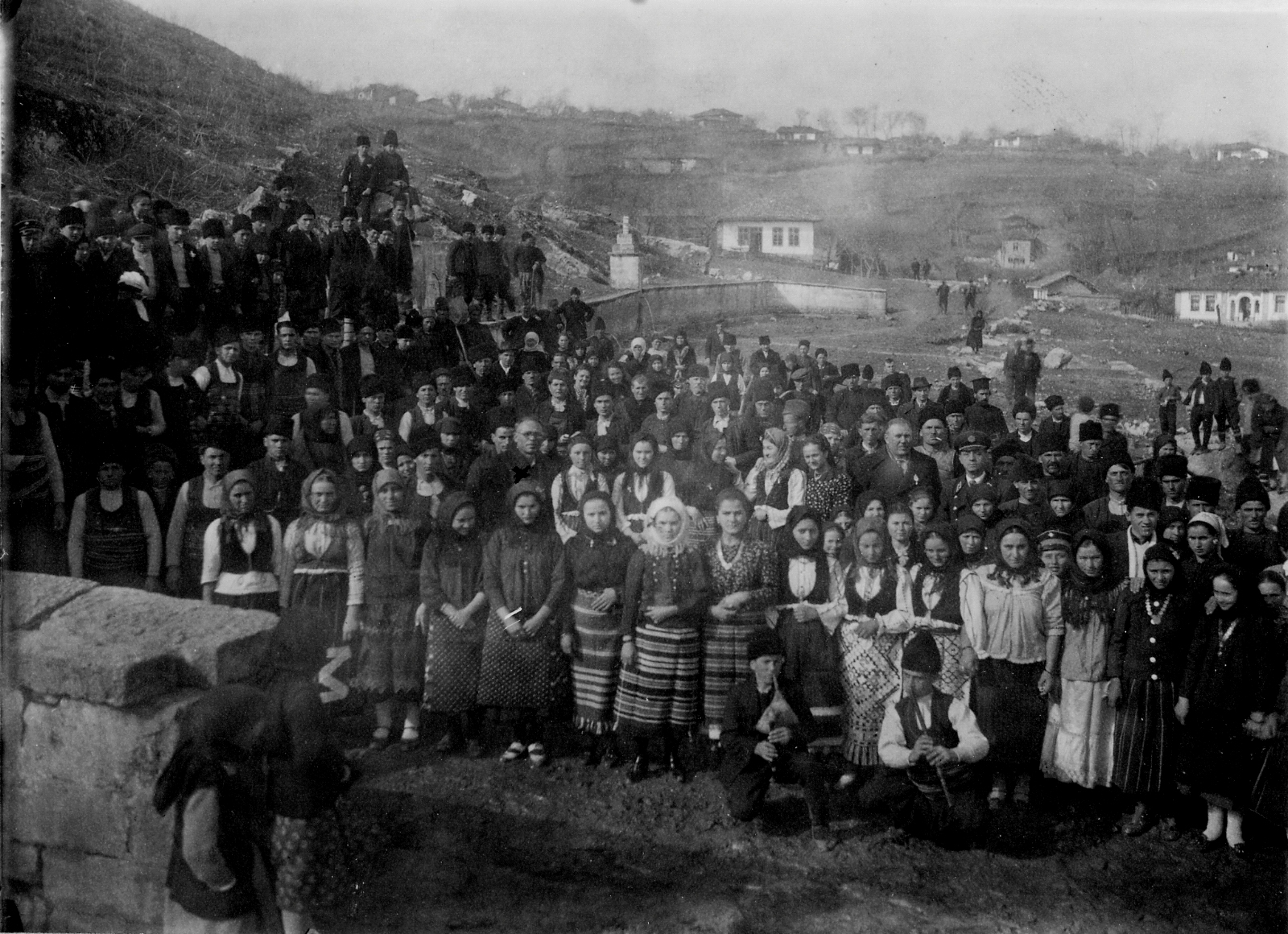
Bulgari dobrogeni din Kainardja, 1941

Bulgarii dobrogeni (în bulgară Добруджанци sau Добруджански българи) sunt un grup regional, etnografic, de etnici bulgari sau originari din etnicii bulgari care locuiesc în regiunea istorică Dobrogea. Astăzi, cea mai mare parte a acestei populații este concentrată în sudul Dobrogei, dar o mare parte este răspândită în toată Bulgaria și în diaspora. Până la începutul anilor 1940, bulgarii dobrogeni au trăit în toată Dobrogea, teritoriu care a făcut parte în trecut din Primul Țarat Bulgar, Al Doilea Țarat Bulgar și Imperiul Otoman și pentru o scurtă perioadă (1913–1940) din Regatul României. În septembrie 1940, guvernele Bulgariei și României au convenit asupra unui schimb de populație conform Tratatului de la Craiova. Populația bulgară din Dobrogea de Nord a fost expulzată în Bulgaria și instalată în regiunile Dobrici și Silistra din Dobrogea de Sud. Cu toate acestea, unele minorități bulgare încă mai există în Dobrogea de Nord în orașele Cernavodă, Constanța, Mangalia, Ovidiu și Tulcea și în comunele Ceamurlia de Jos, Cumpăna, Lumina și Valu lui Traian.

## Bulgari dobrogeni celebri
- Dora Gabe, poetă
- Adriana Budevska, actriță
- Ivailo Petrov, scriitor
- Miroslav Kostadinov, cântăreț
- Khristo Ivanov, chimist organic
- Panait Cerna, poet
- Dimitar Spisarevski, pilot de vânătoare
- Preslava, cântăreață